# Lanzoprazol
Lanzoprazol (łac. lansoprazolum) – organiczny związek chemiczny, lek z grupy inhibitorów pompy protonowej, zmniejszający wydzielanie do światła żołądka jonów wodorowych. Jest stosowany głównie w terapii choroby wrzodowej.

## Mechanizm działania
Lanzoprazol wybiórczo hamuje pompę protonową (K+/H+ ATP-azę), znajdującą się w komórkach okładzinowych. Powoduje to zmniejszenie wydzielania do światła żołądka jonów wodorowych, czego efektem jest zmniejszenie kwaśności soku żołądkowego.

## Wskazania
- choroba wrzodowa
- choroba refluksowa przełyku
- zespół Zollingera-Ellisona
- eradykacja Helicobacter pylori (w skojarzeniu z innymi lekami)

## Przeciwwskazania
- nadwrażliwość na lek

## Działania niepożądane
Często:
- bóle głowy
- zawroty głowy
- niepokój
- zapalenie gardła
- krwawienie z nosa
- kaszel
- zmęczenie, złe samopoczucie
- biegunka
- zaparcia
- bóle brzucha
- niestrawność
- nudności, wymioty
- wzdęcia
- suchość w ustach
- osutka
- pokrzywka
- świąd

Rzadko:
- bóle stawów i mięśni
- obrzęki obwodowe
- trombocytopenia
- eozynofilia

Bardzo rzadko:
- reakcje anafilaktyczne
- parestezje
- zaburzenia widzenia
- bóle oczu
- szum w uszach
- zaburzenia smaku
- ginekomastia
- żółtaczka
- zapalenie wątroby

## Preparaty
- Lanzul
- Lanzul S
- LansoLEK 30
- LansoLEK 15
- Renazol
- Zalanzo